# Diemut Theato
Diemut R. Theato, née le 13 avril 1937 à Kleinröhrsdorf, est une femme politique allemande.
Membre de l'Union chrétienne-démocrate d'Allemagne, elle siège au Parlement européen de 1987 à 2004. 